# Aplogompha argentilinearia
Aplogompha argentilinearia là một loài bướm đêm trong họ Geometridae.